# Nondeklarativ hukommelse
I psykologi er nondeklarativ hukommelse (implicit hukommelse) sammen med deklarativ hukommelse underkategorier til langtidshukommelsen. Nondeklarativ hukommelse er modsat deklarativ hukommelse ikke sprogliggjort, og dens effekt ses derimod i menneskets adfærd. Eksempler på handlinger, der kræver implicit hukommelse, kan være at binde sine sko eller at cykle. Nondeklarativ hukommelse opdeles yderligere i underkategorier, hhv. procedural hukommelse, priming, klassisk betingning og nonassociativ læring.
Et af de mere kendte forsøg med formålet at bevise eksistens af nondeklarativ hukommelse er den såkaldte illusory of truth-effekt, som argumenterer for, at man er mere tilbøjelig til at sige, at en påstand er sand, hvis man har hørt påstanden før. Dette gælder også selv hvis oplysningen er falsk.

## Procedural hukommelse
Den procedurale hukommelse er et lager for viden om motoriske handlingsmønstre, som er svært for individet at sætte ord på. Et eksempel kan være at forklare hvordan man cykler. Denne viden har man stor erfaring med, men det er vanskeligt at forklare, hvordan man holder balancen, hvordan man koordinerer sine bevægelser og så fremdeles.
En måde at undersøge procedural læring er gjort af Shanks m.fl. (2004), hvori reaktionstider blev testet. Opstillingen var en computerskærm, hvor stimuli præsenteredes forskellige steder, og hver placering af en stimulus svarede til en knap på tastaturet. Forsøgspersonernes opgave var at trykke på den tilknyttede stimulus og tast på tastaturet. Dette blev gentaget i nogle sekvenser af stimuluspræsentationer, og man fandt at forsøgspersoner fik hurtigere reaktionstid ved de samme sekvenser. Forsøgspersonerne vidste ikke, at de blev præsenteret for samme sekvens, og det gav således udtryk for, en nondeklarativ læring havde fundet sted.

### Priming
En anden type for nondeklarativ hukommelse er priming, som indebærer, at individet bliver præsenteret for en stimulus, der påvirker individets valg ved efterfølgende stimuli. Oftest skelnes der her mellem perceptuel og konceptuel priming.
Den perceptuelle priming omhandler tilfælde, hvor præsentationer af en stimulus vil medføre en hurtigere eller mere korrekt identifikation af en identisk eller lignende stimulus. En undersøgelse af Tulving m.fl. (1982)  undersøgte perceptuel priming hos raske forsøgspersoner. De blev præsenteret for en række flerstavelsesord (f.eks. "toboggan"), hvor de en time eller en uge senere skulle lave ord af ordfragmenter såsom (-o-o-ga-). Løsningen på disse tests kunne både være ordene, som forsøgsdeltagerne tidligere havde set, eller andre ord, som passede med fragmenterne. I undersøgelsen fandt Tulving et al. (1982), at forsøgsdeltagere, som tidligere var blevet præsenteret for ordene, i højere grad dannede netop disse ord end kontrolgruppen, som ikke tidligere var blevet præsenteret for ordene.  Tulving et al. (1982) kunne således med forsøget vise, at der antageligvis var en sammenhæng mellem en tidligere præsentation af ord og de senere dannede ord af ordfragmenter. Det tydede altså på, at forsøgsdeltagerne havde undergået implicit læring i kraft af perceptuel priming.
Den konceptuelle priming indebærer præsentationer af stimuli gentagende gange, hvor man lettere kan identificere meningen af en given stimulus. For danskere kan det være at begrebet "hygge" forstås hurtigt pga., at benyttelsen af ordet sker ofte.

### Klassisk betingning
En tredje type af nondeklarativ hukommelse er klassisk betingning. Klassisk betingning tager afspring i fire basale komponenter. Den første af disse er den ubetingede stimulus. Den ubetingede stimulus er biologisk forankret og udløser i sig selv ubetinget respons, som foregår automatisk. Endvidere er der den betingede stimulus, som associativt sammenkobles med den ubetingede stimulus; denne sammenkobling fremkalder betinget respons, som altså er indlært gennem associationen mellem henholdsvist den betingede og ubetingede stimulus

Grundlæggeren af klassisk betingning er Ivan Pavlov. Den russiske fysiolog så, at hunde ved synet af mad begyndte at savle (en ubetinget respons). Efterfølgende forsøgte han sig ad med at betinge hundene til at savle uden tilstedeværelsen af mad. Dette gjorde han ved at sammenkoble maden (den ubetingede stimulus) med lyden fra en klokke (den betingede stimulus). Hvor hundene tidligere savlede ved synet af mad, men ikke ved blot lyden af klokken, fandt Pavlov efter gentagelser af denne sammenkobling, at hundene begyndte at savle ved lyden af klokken. Pavlov havde dermed betinget hundene til en betinget respons, navnlig at få hundene til at savle ved lyden af klokken. Denne betingede respons blev således indlært via gentagen samvariation mellem mad og lyden af klokken, hvorfor hundene over tid associerede lyden af klokken med mad. Derfor begyndte de at savle som respons på lyden af klokken i forventningen om mad jf. implicit hukommelse. Med sit forsøg havde Ivan Pavlov således påvist klassisk betingning.

### Nonassociativ læring
Den sidste kategori af nondeklarativ hukommelse er den nonassociative læring som ligger grundlag for vores tilpasningsevne. Her findes der to former, nemlig habituering og sensitivering.
Habituering indebærer at ens reaktion formindskes når man bliver præsenteret for den samme stimulis gentagende gange. Et eksempel kunne være at man blev mindre påvirket af en alarm som ringer flere gange om dagen.
Det modsatte kaldes sensitivering , og gør at personen reagerer kraftigere på en stimuli eller en situation. Dette sker ofte hvis man har oplevet en traumatisk oplevelse, så vil man være mere opmærksom på denne type af oplevelser.

## Illusory of truth
Illusory of truth-effekten er tendensen at man potentielt opfatter falsk information som værende sand hvis man er præsenteret for en påstand gentagende gange. Fænomenet blev undersøgt i 1977. Her fandt man at når mennesker undersøger validiteten i en påstand tjekkes først om det er familiært, og hvis den er det så er man tilbøjelig til at konkludere at den er sand, selvom påstanden kan falsk. Her er der tale om at den implicitte hukommelse tager over for beslutningen over eksplicit og rationel tænkning.